# Die Landarztpraxis
Die Landarztpraxis ist eine deutsche Telenovela, die von Filmpool Entertainment im Auftrag von Sat.1 und Joyn produziert wird. Die Ausstrahlung der ersten Folge erfolgte am 16. Oktober 2023. In den Hauptrollen sind u. a. Caroline Frier, Oliver Franck und Alexander Koll zu sehen.

## Produktion und Ausstrahlung
Die erste Staffel mit 60 Episoden wurde zwischen Juli und November 2023 in Bornheim bei Bonn und in Bayrischzell in Bayern produziert. Die Erstausstrahlung erfolgte zwischen dem 16. Oktober 2023 und dem 10. Januar 2024, jeweils montags bis freitags um 19 Uhr.
Mit im Schnitt 2,01 Millionen Zuschauern (Nettoreichweite, Zuschauer ab 3 Jahren) lief die Ausstrahlung für Sat.1 sehr erfolgreich. Der Marktanteil bei den Zuschauern von 14 bis 59 Jahren lag bei 5 %. Daher wurde eine zweite Staffel bestellt.
In der Staffelpause wurde sie von Das Küstenrevier ersetzt.
Die Produktion der zweiten Staffel mit 80 Folgen erfolgte in der ersten Jahreshälfte 2024 in Bornheim bei Bonn und am Schliersee in Bayern. Die Erstausstrahlung erfolgte vom 7. Mai bis 28. August 2024, auf demselben Sendeplatz wie zuvor bei Sat.1.
Am 11. Juli 2024 wurde bekannt, dass eine dritte Staffel bestellt wurde, die 120 Episoden umfasst.
In der Staffelpause wurde sie von Die Spreewaldklinik ersetzt.
Im November 2024 wurde bekannt gegeben, dass die dritte Staffel am 2. Januar 2025 starten wird und von 120 auf nun 122 Episoden aufgestockt wurde.
Nach der dritten Staffel übernimmt wieder vorübergehend erneut Die Spreewaldklinik den Sendeplatz.
Im Juli 2025 wurde bekannt, dass 2026 eine vierte Staffel starten wird und diese 240 Folgen umfassen soll. Damit wird die Serie erstmals durchgehend ein ganzes Jahr zu sehen sein. Im Zuge der Verlängerung soll sowohl die Hauptbesetzung als auch die Handlungsorte um eine weitere Praxis im Serienuniversum erweitert werden. Juliane Fisch und Ben Braun sollen zwei neue Hauptrollen übernehmen.
Die Erstveröffentlichung der Folgen erfolgt bei Joyn, die Premiere im Free-TV bei Sat.1. Seit dem 6. November 2023 wird die Serie im Nachmittagsprogramm des österreichischen Senders ATV2 wiederholt, seit dem 30. September 2024 auch in ORF 1.

## Hintergrund
Im Juni 2023 kündigte Sat.1 die Produktion der 60-teiligen Serie Die Landarztpraxis an, die ab 2024 veröffentlicht werden sollte. Im Juli 2023 wurde bekannt gegeben, dass die Veröffentlichung bereits ab Herbst 2023 erfolgen werde. Im September 2023 wurde der Starttermin auf den 16. Oktober 2023 datiert. Außerdem wurde angekündigt, dass die Serie mit der 60. Folge zu einem abgeschlossenen Ende führen solle, welches Raum für eine Fortsetzung biete. Im November 2023 gab Sat.1 bekannt, eine zweite Staffel in Auftrag gegeben zu haben. Diese lief ab 7. Mai 2024 in denen Diane Willems und Michael Raphael Klein als neue Co-Protagonisten neben Caroline Frier sowie Oliver Franck eingeführt wurden. Eine dritte Staffel erschien Anfang 2025, in denen Kai Schumann, Sina Zadra und später auch Nina Schmieder als neue Figuren zum Hauptcast stoßen.
Wiederholungen der Serie erfolgten jeden Sonntag, in denen alle Folgen der aktuellen Woche ausgestrahlt wurden und seit Staffel 2 Samstags.
Bereits vor Ausstrahlungsbeginn war bekannt geworden, dass ab Anfang 2024 die neue Serie Das Küstenrevier auf dem Sendeplatz der Landarztpraxis folgen werde.
Die Landarztpraxis ist Teil eines groß angelegten Umbaus des Sat.1-Vorabendprogramms sowie einer Neuausrichtung von Joyn. Weitere Serien, die im Wechsel im Vorabendprogramm bei Sat.1 gezeigt werden sollen, sind u. a. Das Küstenrevier, Die Spreewaldklinik, Für alle Fälle Familie.
Die Serie kann als ein weiterer Versuch von Sat.1 angesehen werden, eine tägliche Vorabendserie zu etablieren nach So ist das Leben! Die Wagenfelds, Geliebte Schwestern, Hand aufs Herz, Mila, Schmetterlinge im Bauch, Patchwork Family, Eine wie keine, Alles oder nichts, Anna und die Liebe und Verliebt in Berlin.
Die Dreharbeiten zur ersten Staffel erfolgten unter anderem in Bayrischzell. Die Dreharbeiten zu weiteren Folgen wurde von der Gemeinde allerdings nicht genehmigt. Als Gründe nannte man u. a. eine zu große Belastung der ansässigen Bewohner, da bereits mit der ZDF-Serie Frühling eine weitere Produktion, jährlich über ein halbes Jahr, dort beheimatet ist.

## Handlung

### Staffel 1
Die Ärztin Sarah König kommt mit ihrer Tochter Leo aus Berlin in das Dorf Wiesenkirchen, um Fabian Kroiß mitzuteilen, dass er deren Vater ist. Sie übernimmt gemeinsam mit Fabian zunächst nur vorübergehend die Landarztpraxis von dessen manipulativem Vater Georg, nachdem dieser einen Herzinfarkt erlitten hat. Ihre Mutter folgt ihr wenig später aufs Land.
Im Gasthof „Alte Post“ verliebt sich zeitgleich Bianca, die Tochter des Gastwirts Donato Marino, in den neuen Eigentümer. Während der erfolgreichen Sanierung des Gasthauses wird sie Geschäftsführerin. Donato beginnt nach anfänglichen Schwierigkeiten eine Beziehung mit Sarahs Mutter Annemarie.
Sarah nähert sich Fabian an, bis dessen Frau Alexandra, mit der er unglücklich verheiratet ist, ebenfalls nach Wiesenkirchen kommt und alles tut, um ihn wieder an sich zu binden. Sie setzt die Pille ab und wird schwanger. Im weiteren Verlauf kommen sich auch Sarah und ihr Vermieter, der Bergretter Max, vorübergehend näher. In einem emotionalen Moment vertraut Sarah Max, an, dass Leonie Fabians Tochter ist. Leo beginnt nach langem Hin und Her eine Beziehung mit Bastian, dem Sohn von Max.
Es stellt sich heraus, dass Sarah achtzehn Jahre zuvor, als sie von Fabian schwanger wurde, von Georg unter Druck gesetzt wurde. Dieser gab ihr Geld für eine Abtreibung unter der Voraussetzung, dass Fabian nichts davon erfährt. Sarah brachte dies aber nicht übers Herz, verließ Wiesenkirchen und zog Leo alleine groß.
Nachdem sich Wiesenkirchen für Sarah und Leo immer mehr zu einer neuen Heimat entwickelt, beschließen sie zu Alexandras großem Missfallen, länger dort zu bleiben. Durch einen Zufall wird diese immer misstrauischer im Bezug auf Leos Vater. Durch einen DNA-Test erhält Alexandra Gewissheit, dass Fabian Leos leiblicher Vater ist. Auch Georg gesteht Alexandra, dass er Sarah das Geld für eine Abtreibung gab. Zeitgleich kommen sich Sarah und Fabian auf einen Ärztekongress in Köln näher und Fabian gesteht der überforderten Sarah, dass er sie liebt. Diese überzeugt Fabian jedoch, dass es nur ein einmaliges Versehen war und es keine Zukunft für sie gibt.
Zurück in Wiesenkirchen überbringt Alexandra Fabian die Nachricht, dass sie schwanger ist und ist sich sicher, Fabian endgültig an sich gebunden zu haben. Durch einen unglücklichen Zufall erfährt sie allerdings von Fabians und Sarahs Kuss und stellt ersteren vor die Wahl. Entweder er geht mit ihr nach München oder sie verlässt ihn. Fabian ist nun überzeugt, dass sein Platz bei seiner Familie ist und plant seinen Abschied aus Wiesenkirchen. Daraufhin gesteht Georg allen, dass er todkrank ist. Fabians Pflichtgefühl veranlasst ihn daraufhin, zu bleiben.
Alexandra ist außer sich und befürchtet, dass Fabian nun nicht mehr in ihrem Einflussbereich liegt. Sarah ist ebenfalls überzeugt, dass Fabians Platz bei Alexandra und ihrem ungeborenen Kind ist. Sie hat aber mehr Schuldgefühle als zuvor gegenüber Fabian und Leo.
Georg lässt sich am Herzen operieren. Während er mit Fabian im Krankenhaus ist, wird Sarah Zeugin, wie Alexandra ihr Kind verliert. Völlig niedergeschlagen verfolgt letztere nun einen perfiden Plan. Alexandra will ihre Fehlgeburt vor Fabian geheim halten und sofort wieder schwanger werden. Aufgrund ihrer ärztlichen Schweigepflicht ist Sarah gezwungen, Fabian nichts zu sagen. Wenig später wird Alexandra nach einem Streit mit Fabian bei einem Reitunfall verletzt und beschuldigt ihn, dadurch ihre Fehlgeburt verursacht zu haben. Allerdings fliegt ihre Lüge kurze Zeit später auf. Als Konsequenz bricht Fabian nun endgültig mit Alexandra.
Diese gibt aber nicht auf und erzählt Fabian von seiner Vaterschaft zu Leo. Sarah muss sich daraufhin mit Leos und Fabians Wut auf sie auseinandersetzen. Als Leo und Basti bei ihrer Flucht in Gefahr geraten, müssen Sarah, Fabian und Max zusammenarbeiten, um sie zu retten. Ausgerechnet Georg liefert unerwartet Unterstützung. Gemeinsam können Leo und Basti gerettet werden.
Sarah muss jedoch weiterhin mit der Ablehnung von Fabian kämpfen. Schließlich gesteht Georg Fabian, dass er für Sarahs Verschwinden verantwortlich war und ihr Geld für eine Abtreibung gab. Fabian bricht daraufhin mit seinem Vater. Nach einer Aussöhnung wollen beide nun in ihre gemeinsame Zukunft starten. In ihrer Wut plant Alexandra einen Anschlag auf Sarah, wird aber von Fabian gestoppt. Endgültig scheint auch sie sich geschlagen zu geben und will Wiesenkirchen verlassen. Allerdings wird Fabian auf dem Weg zu Sarah und Leo in einen schweren Autounfall verwickelt und die Zuschauer bleiben im Unklaren, ob er überlebt oder nicht.

### Staffel 2
Fabian hat den Unfall überlebt, aber ist auf eine Reha angewiesen. Sarah weicht dabei nicht von seiner Seite. Doch die beiden müssen sich weiteren Herausforderungen in ihrer neuen Beziehung zueinander stellen.
Gleichzeitig kehrt Fabians Schwester Isa nach 20 Jahren nach Wiesenkirchen zurück, um ihn in der Praxis zu vertreten. Dabei muss sie sich ihrer schwierigen Beziehung sowie den Intrigen ihres Vaters stellen, trifft aber auch ihren Jugendschwarm Lukas wieder. Es stellt sich heraus, dass Isa vor ihrem gewalttätigen und kontrollsüchtigen Ehemann Daniel aus den USA geflohen ist. Sie und Lukas kommen sich immer näher, bis Daniel vor ihrer Tür steht und ihr offenbart, dass er einen tödlichen Hirntumor hat, der für seine aggressive Art verantwortlich ist, was Isa in ein Gefühlschaos stürzen lässt. Zum großen Schock stellt sich heraus, dass es sich hierbei um eine Lüge Daniels handelt, um Isa wieder in die USA zu locken und zu kontrollieren. Isa bricht daraufhin endgültig mit ihrem Noch-Ehemann. Doch dieser ist unberechenbar. Nach einem Mordversuch von Daniel an Lukas und einem gefährlichen Zusammentreffen zwischen ihm und Isa schaffen es Georg, Lukas und Emilio, ihn festzuhalten und er wird zu Isas Erleichterung verhaftet.
Nach Sarahs und Fabians Rückkehr aus der Reha ist Alexandra nicht unbedingt begeistert, da sie nun fürchtet, dass sie die Arztpraxis wieder verlassen muss und allgemein mit der neuen Beziehung zwischen den beiden nur schwer klarkommt. Fabian gelingt es auf Wunsch von Sarah, die Vergangenheit mit seinem Vater ruhen zu lassen. Sarah und Fabian wollen nun in ihre gemeinsame Zukunft starten und Fabian plant einen Heiratsantrag. Er leidet jedoch weiterhin unter seinen gesundheitlichen Einschränkungen aufgrund seines Unfalls und rutscht in eine Opiatabhängigkeit, von der Sarah nichts ahnt. Ausgerechnet Noch-Ehefrau Alexandra kommt hinter Fabians Geheimnis und sorgt zunächst dafür, dass er sich nicht Sarah anvertraut. Als Fabians Suchtsymptome stärker werden entgeht allerdings auch ihr Fabians ungewöhnliches Verhalten nicht. Auch nicht die plötzliche neue Nähe zwischen ihm und Alexandra. Fabian versucht weiterhin den Schein gegenüber Sarah und allen anderen zu wahren und versucht einen Entzug. Am Tag der Hochzeit erleidet er allerdings einen Schwächeanfall. Sarah ist daraufhin fassungslos als sie von Fabians Tablettensucht erfährt und stellt ihre gesamte Beziehung zu ihm in Frage. Fabian macht ihr allerdings klar, dass er um ihre Beziehung kämpfen wird.
Sarah, Isa und Alexandra betreiben die Praxis gemeinsam. Nach einer Häufung von Patienten können sie aufdecken, dass der Bauer Brunner auf seinen Felder giftige Pestizide einsetzt und damit eine Erkrankungen verursacht hat. Nach der Anzeige von Sarah gegen Brunner wird diese von Brunner bedroht. Als dieser bei einem großen Sturm lebensgefährlich verletzt wird, liegt es ausgerechnet bei ihr und Alexandra ihn in einem riskanten Eingriff zu retten. Brunner zeigt Sarah wegen des Eingriffs bei der Ärztekammer an, zieht die Anzeige jedoch nach einem Gespräch mit Fabian zurück. Die Ärztekammer führt dennoch eine Untersuchung des Falles durch und droht Sarah mit dem Entzug ihrer Approbation.
Lukas Frau Doro galt seit zwei Jahren nach einem Lawinenunglück als verschollen. Nachdem zunächst Gegenstände aus ihrem Besitz aufgetaucht waren, kann schließlich in einer gemeinsamen Suchaktion der Dorfgemeinschaft die Leiche gefunden und begraben werden. Lukas und Isa werden ein Paar. Isa entscheidet sich nach langem Hin und Her, einen Forschungsauftrag in Indien abzusagen, um in Wiesenkirchen bleiben zu können.
Leo verbringt ein Studienjahr in Paris und kann nur zu besonderen Gelegenheiten nach Wiesenkirchen kommen. Ihre Fernbeziehung mit Basti scheitert schließlich.
Marie, die Ex-Frau von Max hatte Max und Basti viele Jahre zuvor verlassen. Als sie erfährt, dass ihre Erbtante ihr Vermögen an Basti vererben will, kehrt sie nach Wiesenkirchen zurück. Sie entwickelt Gefühle für Max und Basti, fühlt sich aber auf dem Land nicht wohl. Als Basti das Geld erbt, will sie das zunächst hinnehmen, entscheidet sich aber dann dafür das Geld, das ihr Basti als Prüfung anbietet, zu nehmen und zu gehen. Als sie wenig später zurückkehrt, erhält sie keine weitere Chance.
Bianca wünscht sich ein Kind und versucht, einen Vater dafür kennenzulernen. Neben mehreren kurzen Affären mit Julian, dem Besitzer der Alten Post, hat sie auch einen One-Night-Stand mit Matti, dem neuen Koch. Schließlich wird sie schwanger, aber weiß nicht, wer der Vater ist.

### Staffel 3
Die Bergrettung bekommt durch die Auszubildende Becky Zuwachs. Diese hat ihr Jura-Studium abgebrochen, da sie lieber in den Bergen arbeiten möchte. Das stößt bei ihren Eltern auf keine große Begeisterung, was anfangs auch zu einem Streit zwischen Max und Becky führt. Als Max herausfindet, das Becky aufgrund der Ablehnung ihrer Eltern heimlich in der Bergwacht schläft, zieht diese in seine Ferienwohnung ein.
Nach ihrer geplatzten Hochzeit, sowie dem derzeitigen Verlust ihrer Approbation als Ärztin, hat sich Sarah mit Fabian versöhnt und sie wollen gemeinsam Fabians Tablettensucht in den Griff bekommen. Doch schnell findet Sarah heraus, das Fabian wieder rückfällig geworden ist. Als sie ihn damit konfrontiert, wirft dieser ihr vor, Schuld an dem Rückfall zu sein. Das verletzt sie sehr. Fabian lässt sich daraufhin ohne nochmal mit Sarah zu sprechen über Nacht von Georg in eine Entzugsklinik fahren. Um Sarah aufzumuntern, bestellt Annemarie Sarahs besten Freund aus Berlin, Dr. Chris Lehmann nach Wiesenkirchen. Da Alexandra vorübergehend nicht in Wiesenkirchen ist, Sarah nicht praktizieren darf und Fabian in der Entzugsklinik ist, springt Chris sofort in der Praxis ein, um Isa zu unterstützen. Georg ist davon gar nicht Begeistert, da er vermutet, das Sarah Fabian durch Chris ersetzen will. Alexandra kehrt kurze Zeit später nach Wiesenkirchen zurück. Da kein Zimmer in der Alten Post frei ist, zieht sie bei Max ein und fängt eine Affäre mit ihm an.
Kurze Zeit später bekommt Sarah mit der Hilfe von Chris ihre Approbation wieder zurück. Wenige Tage später geraten Sarah und Feli in die Gewalt von Tankstellendieben, doch Chris kann die beiden heldenhaft retten. Als Chris Sarah in den darauffolgenden Tagen aus dem Weg geht, versucht Annemarie Sarah davon zu überzeugen, das Chris Gefühle für sie haben könnte. Als Sarah diesen konfrontiert, streitet er das aber ab.
Isa hat währenddessen immer wieder Kopfschmerzen und Schwindel. Erst vermutet sie, dass sie schwanger ist. Zu ihrer Enttäuschung ist der Test negativ. Isa und Lukas beschließen daraufhin, ein Kind bekommen zu wollen.
Fabian kommt wieder aus der Entzugsklinik zurück und versucht Sarah davon zu überzeugen, dass sie ihm wieder vertrauen kann. Doch Sarah kann sich noch nicht wieder auf Fabian einlassen, zu tief sind die Wunden, die er durch seine Lügen erzeugt hat. Darunter leidet Fabian. Anschließend fängt er wieder an in der Praxis zu arbeiten. Als er einem Patient ein Medikament verschreibt, das stark abhängig machen kann, Gerät er in den Verdacht, sich diesen Patienten nur ausgedacht zu haben, weil er erneut rückfällig geworden ist. Diese Vermutung stellt sich als falsch heraus.
Als Sarah Fabian so misstraut, dass sie seine Sachen durchsucht, beschließt sie, dass es aktuell keinen Sinn hat, eine Beziehung mit Fabian zu führen, da sie aktuell kein Vertrauen zu ihm hat. Fabian zieht daraufhin in die Alte Post.
Isa findet heraus, woher ihre Beschwerden kommen: Sie hat ein Hirnaneurysma. Das schockt sie so sehr, dass sie Lukas anlügt und ihm sagt, dass bei der Untersuchung alles gut war. Allerdings kommt Lukas hinter ihre Lüge und Isa entschließt sich, einige Zeit später, in einer riskanten Operation, behandeln zu lassen.
Matti und Julian wollen herausfinden, wer von beiden der Vater des Kindes von Bianca ist. Deshalb schlagen sie Bianca vor, eine Fruchtwasseruntersuchung zu machen, diese ist ihr allerdings zu gefährlich. Matti zeigt Verständnis für die Entscheidung, Julian macht die Ungewissheit fertig. Beide geraten aufgrund der ungeklärten Vaterschaft immer wieder aneinander. Julian erklärt Bianca, dass er, wenn das Kind nicht von ihm ist, nicht mit ihr zusammen sein kann, da er nicht das Kind von jemand anderem aufziehen möchte, deshalb geht Bianca auf Abstand. Später ändert Julian scheine Entscheidung und erklärt, dass es ihm egal ist, wer der Vater ist.
Sarah und Fabian bemerken, dass ihre Liebe füreinander nach all den Ereignissen immer noch stark ist und kommen wieder zusammen. Alexandra versucht sie allerdings wieder auseinander zu bringen und startet eine Intrige gegen Fabian, allerdings kommt ausgerechnet Chris hinter ihren Plan. Sarah und Fabian sind nun wieder vereint und beschließen sich eine Auszeit in Mailand zu nehmen. Nach einem großen Abschiedsfest verabschieden sie sich vorläufig von ihren Freunden und ihrer Familie.
Gleichzeitig kommt mit Dr. Ella Wagner eine geheimnisvolle Frau nach Wiesenkirchen, die Sarah kurz vor ihrem Abschied bei einem Notfall kennenlernt. Kurze Zeit später entschließt sie sich in der Landarztpraxis auszuhelfen, solange Sarah und Fabian weg sind. Noch ahnt aber keiner was Ella wirklich in Wiesenkirchen sucht und was für ein Geheimnis sie mit sich trägt.
Es stellt sich heraus, dass Ella in Wirklichkeit eine uneheliche Tochter von Georg ist und nun den Kontakt mit ihm sucht. Dieser befürchtet, dass seine anderen Kinder ihn erneut verstoßen, sollte sein damaliges Fremdgehen auffliegen.
Ella und Chris verstehen sich während ihrer Arbeit in der Praxis immer besser und entwickeln Gefühle füreinander, bis Chris Exfrau Linda mit ihrer gemeinsamen Tochter Klara auftaucht. Linda möchte Chris wieder zurück und startet eine Intrige. Linda droht Ella, Chris das Sorgerecht für Klara zu entziehen und enthüllt, dass Klara eigentlich nicht Chris leibliche Tochter ist. Ella ist nun hin und hergerissen. Sie versucht Lindas Forderungen zu erfüllen und entfernt sich von Chris zunehmend. Chris erfährt allerdings die Wahrheit und beantragt das Sorgerecht für Klara. Ella und Chris werden kurze Zeit später ein Paar, doch Linda plant, heimlich mit Klara Wiesenkirchen für immer zu verlassen.
Isa und Lukas heiraten endlich und alle Wiesenkirchener kommen zur Hochzeitsfeier zusammen.
Bianca erfährt das Julian der leibliche Vater ihres Kindes ist und bekommt kurz darauf Wehen. Becky verlässt Wiesenkirchen, um in der Schweiz bei einer Bergwacht zu arbeiten. Basti entschließt sich eine Europareise zu machen und geht ebenfalls. Fabian und Leo sind ebenfalls zur Hochzeitsfeier gekommen, aber Leo bemerkt, dass Fabian sich seltsam verhält, und er gesteht ihr, dass er und Sarah sich erneut getrennt haben und er daher nicht mehr mit nach Mailand zurück kommen wird.

## Besetzung
Hauptbesetzung
sortiert nach der Reihenfolge des Einstiegs:
| Schauspieler          | Rolle                              | Episoden    | Staffel | Zeitraum  | Bemerkungen |
| --------------------- | ---------------------------------- | ----------- | ------- | --------- | --- |
| Caroline Frier        | Dr. Sarah König                    | 1–194, 262  | 1–3     | 2023–2025 | Ärztin; Mutter von Leonie; Tochter von Annemarie; Ex-Affäre und Ex-Verlobte von Fabian; Ex-Affäre von Maximilian (Hauptprotagonistin und Voiceover Staffel 1 und 3)                                               |
| Oliver Franck         | Dr. Fabian Kroiß                   | 1–194, 237– | 1–      | 2023–     | Arzt; Sohn von Georg und Elisabeth; Vater von Leonie; Bruder von Isabel; Halbbruder von Ella; Ex-Ehemann von Alexandra; Ex-Affäre und Ex-Verlobter von Sarah (Hauptprotagonist: Staffel 1 und 3)                  |
| Alexander Koll        | Maximilian „Max“ Raichinger        | 1–          | 1–      | 2023–     | Bergretter; Vater von Basti; Ex-Mann und Ex-Freund von Marie; Ex-Affäre von Sarah; Ex-Affäre von Alexandra |
| Christian Hoening     | Dr. Georg Kroiß                    | 1–          | 1–      | 2023–     | Arzt in der Landarztpraxis; Witwer von Elisabeth; One-Night-Stand von Regina; Vater von Fabian, Isabel und Ella; Opa von Leonie (Antagonist/später auch Protagonist)                                              |
| Katharina Hirschberg  | Leonie „Leo“ König                 | 1–194, 262  | 1–3     | 2023–2025 | Schülerin; Tochter von Sarah und Fabian; Enkelin von Annemarie, Georg und Elisabeth; Nichte von Isabel und Ella; Ex-Freundin von Basti (geht für ein Studium nach Paris, später nach Mailand)                     |
| Marion Mathoi         | Resi Hinterwimmer                  | 1–          | 1–      | 2023–     | Arzthelferin in der Landarztpraxis; Ehefrau von Manfred |
| Simon Lucas           | Basti Raichinger                   | 1–          | 1–      | 2023–     | Schüler; Sohn von Maximilian und Marie; Ex-Freund von Leonie; Ex-Freund von Becky |
| Rosetta Pedone        | Bianca Marino                      | 1–          | 1–      | 2023–     | Gastwirtin in der „Alten Post“; Tochter von Donato; Halbschwester von Feli; Schwester von Emilio; Freundin von Julian; One-Night-Stand von Matti                                                                  |
| Gioele Viola          | Emilio Marino                      | 3–          | 1–      | 2023–     | Bergretter; Aushilfe in der „Alten Post“; Sohn von Donato; Bruder von Bianca; Halbbruder von Feli; Ex-Freund von Sabrina                                                                                          |
| Antonio Putignano     | Donato Marino                      | 3–          | 1–      | 2023–     | Gastwirt in der „Alten Post“; Vater von Bianca und Emilio; Freund von Annemarie |
| Katrin Anne Heß       | Dr. Alexandra Seeberger-Kroiß      | 3–          | 1–      | 2023–     | Ärztin; Ex-Ehefrau von Fabian; Ex-Affäre von Max (Antagonistin); Freundin von Nicolas |
| Fenja Gerhardter      | Felicitas „Feli“ Marino            | 11–         | 1–      | 2023–     | Arzthelferin in der Landarztpraxis; Aushilfe in der „Alten Post“; Halbschwester von Bianca und Emilio; Halbschwester von Julian                                                                                   |
| Birgit Schneider      | Annemarie König                    | 12–         | 1–      | 2023–     | Heilpraktikerin; Aushilfe in der „Alten Post“; Mutter von Sarah; Oma von Leonie; Freundin von Donato |
| Alexander Milo        | Julian Gerlach                     | 23–         | 1–      | 2023–     | Erbe der „Alten Post“; Halbbruder von Feli; Freund von Bianca |
| Diane Willems         | Dr. Isabel „Isa“ Seidl, geb. Kroiß | 61–         | 2–      | 2024–     | Allgemeinärztin & Kinderärztin; Schwester von Fabian; Halbschwester von Ella; Tochter von Georg und Elisabeth; Tante von Leonie; Ex-Ehefrau von Daniel; Ehefrau von Lukas (Protagonistin und Voiceover Staffel 2) |
| Michael Raphael Klein | Lukas Seidl                        | 61–         | 2–      | 2024–     | Bergretter; guter Freund von Maximilian; Witwer von Doro; Ehemann von Isabel (Protagonist) |
| Sophie Melbinger      | Marie Raichinger                   | 62–137, 140 | 2       | 2024      | Ex-Frau und Ex-Freundin von Maximilian; Mutter von Basti |
| Thorsten Hamer        | Matthias „Matti“ Steininger        | 68–         | 2–      | 2024–     | Koch in der „Alten Post“; Bruder von Sabrina; One-Night-Stand von Bianca |
| Sina Zadra            | Rebecca „Becky“ Lamminger          | 141–        | 3–      | 2025–     | Bergretterin in Ausbildung; neu in Wiesenkirchen; Ex-Freundin von Basti |
| Kai Schumann          | Dr. Christian "Chris" Lehmann      | 146–        | 3–      | 2025–     | Arzt; Ziehvater von Klara; Kumpel aus früheren Zeiten von Sarah; Ex-Ehemann von Linda (Protagonist), Freund von Ella                                                                                              |
| Sarah Fischer         | Sabrina „Bienchen“ Steininger      | 175–        | 3–      | 2025–     | Schwester von Matti, Ex-Freundin von Emilio |
| Larissa Kiers         | Klara Lehmann                      | 182–        | 3–      | 2025–     | Tochter von Linda und Dave; Ziehtochter von Chris |
| Nina Schmieder        | Dr. Ella Wagner                    | 196–        | 3–      | 2025–     | Ärztin; Tochter von Regina und Georg; Halbschwester von Fabian und Isabel; Tante von Leonie (Protagonistin und Voiceover Staffel 3), Freundin von Chris                                                           |
| Nele Kiper            | Linda Lehmann                      | 216–        | 3–      | 2025–     | Ex-Frau von Chris; One-Night-Stand von Dave, Mutter von Klara (Antagonistin) |